# Cañón Fortaleza
El Cañón Fortaleza o Desfiladero Fortaleza (en portugués: Cânion Fortaleza; Desfiladeiro Fortaleza) es el mayor de los cañones de la región está situado en el Parque nacional Serra Geral, en la frontera de las ciudades de Cambará do Sul, en el estado de Rio Grande do Sul y Jacinto Machado, en el estado de Santa Catarina (Santa Catalina) ambos en el extremo meridional del país sudamericano de Brasil. En lo alto de la meseta esta el estado de Rio Grande do Sul , donde los bordes hacen la frontera del estado Santa Catarina y Río Grande do Sulr, mientras que el fondo del valle se encuentra en el estado de Santa Catarina.